# Бурк-Уайт, Маргарет
Ма́ргарет Бурк-Уайт (англ. Margaret Bourke-White, /ˌbərkˈ(h)ʍaɪt/, 14 июня 1904 — 27 августа 1971) — американский фотограф и фотожурналист.

## Биография

### Детство и юность
Маргарет Бурк-Уайт родилась в Бронксе (Нью-Йорк, США) в семье натуралиста и инженера Джозефа Уайта и домохозяйки Минни Бурк. Свою молодость она провела в Баунд Брук (Нью-Джерси).
В 1922 году Бурк-Уайт поступила в Университет Колумбии и обучалась герпетологии. В этот период она заинтересовалась фотографией. В 1925 году Бурк-Уайт вышла замуж за Эверетта Чапмена. Впоследствии она сменила несколько университетов и, наконец, в 1927 году закончила Корнеллский университет. Годом позже она переехала в Кливленд (Огайо), где устроилась промышленным фотографом в компанию «Отис Стил» (англ. Otis Steel Company).

### Фотожурналистика

Почтовая марка с фотографией Бурк-Уайт в журнале LIFE

В 1929 году Бурк-Уайт стала редактором журнала Fortune. В 1930 она стала первым западным фотографом, посетившим промышленные объекты СССР. Позже Генри Люс пригласил её на работу в журнал «Life», где Бурк-Уайт стала первой женщиной-фотожурналистом.
23 ноября 1936 года в Life была опубликована её первая работа — фотографии со строительства дамбы Форт-Пек. Фотография, попавшая на обложку журнала, впоследствии была использована на американских почтовых марках.
В 1939—1942 годах Бурк-Уайт была замужем за Эрскином Колдуэллом, вместе с которым они выпустили книгу «Вы видели их лица» (en:You Have Seen Their Faces, 1937), посвященную Великой депрессии на американском юге.
В 1946 году Маргарет от журнала Life отправилась в Индию для того чтобы задокументировать борьбу этой страны за свободу. В фотографии Ганди, Бурк-Уайт выразительно подчеркнула колесо прялки, которая является символом индийской независимости, поместив его на передний план.
В конце 1949 года журнал Life на несколько месяцев отправил Маргарет в Южную Африку. Там на глубине 1500 метров в шахте вблизи Йоханнесбурга в сильной жаре Маргарет сфотографировала двух местных шахтеров которые были пропитаны потом.

### Вторая мировая войнаи послевоенные годы
Маргарет Бурк-Уайт стала первой женщиной — военным журналистом и первой женщиной, которой разрешили работать на фронте. В мае — сентябре 1941 года она побывала в СССР. Её пребывание совпало с нарушением Германии пакта о ненападении. Она была единственным иностранным фотографом, который присутствовал в Москве во время нападения Германии.
Позже она сопровождала американские войска в северной Африке, а затем — в Италии и Германии.
Весной 1945 года Бурк-Уайт сопровождала американского генерала Джорджа Паттона в его поездке по Германии. В этот же период она посетила концентрационный лагерь Бухенвальд. Позже она сказала:
«Использование камеры давало некоторое облегчение. Она создавала небольшой барьер между мною и окружающим меня ужасом» (англ. Using a camera was almost a relief. It interposed a slight barrier between myself and the horror in front of me.).
После войны Бурк-Уайт выпустила книгу «Дорогая Родина, отдыхай спокойно» (англ. Dear Fatherland, Rest Quietly), в котором она отразила увиденное во время и непосредственно после войны.

### Характерные отличия её работ
Маргарет сначала выясняла объективную сущность любого события, выделяла главное и затем снимала так, чтобы каждый отдельный снимок демонстрировал её отношение ко всему этому материалу. Она создавала динамичные журналистские фото эссе, законченные рассказы, передававшие её визуальные впечатления не только о том, как человек выглядел, но и о том, что он ей говорил.
Она стремилась фотографировать внешнее окружение и социальный фон своих героев, их работу, жизнь. Она знала их внешний вид, знала, что они представляют собой как личности, и та доля секунды, когда делался снимок, была живой, наполненной большим содержанием. Тот, кто смотрел поверхностно, быстро узнавал объект съёмки, а кто был более проницателен — видел глубокий смысл. Её способ передачи образа вызывает эмоциональные отклики разных уровней, а её эссе представляют собой сложные композиции, новые опыты в журналистской фотографии.

### Дальнейшая жизнь
Маргарет Бурк-Уайт освещала конфликт между Индией и Пакистаном, является автором многих фотографий Мухаммада Али Джинны и Махатмы Ганди.
В 1950-х годах Бурк-Уайт поставили диагноз — болезнь Паркинсона. К тому времени ей исполнилось пятьдесят лет. После этого она была вынуждена сократить объём работы, периодически обращаясь к физиотерапии и хирургии, чтобы замедлить развитие болезни.
В 1963 году она опубликовала автобиографию «Собственный портрет» (англ. Portrait of Myself), которая стала бестселлером. Однако после этого, из-за прогрессировавшей болезни, она была вынуждена фактически затвориться в собственном доме в Дэриэне (Коннектикут).
Маргарет Бурк-Уайт скончалась 27 августа 1971 года в Коннектикуте в возрасте 67 лет.

## Работы в музеях
Фотографии Маргарет Бурк-Уайт хранятся в Бруклинском Музее, Кливелендском музее искусства, Музее современного искусства, а также в Библиотеке Конгресса.

## Некоторые книги Бурк-Уайт
- You Have Seen Their Faces (рус. «Вы видели их лица», 1937; вместе с Эрскином Колдуэллом) ISBN 0-8203-1692-X
- North of the Danube (рус. «К северу от Дуная», 1939; вместе с Эрскином Колдуэллом) ISBN 0-306-70877-9
- Shooting the Russian War (рус. «Снимки Русской войны», 1942)
- They Called it «Purple Heart Valley» (рус. «Они зовут её „Purple Heart Valley“», 1944)
- Halfway to Freedom (рус. «На полпути к свободе»); репортаж из новой Индии (1949)
- Portrait of Myself (рус. «Мой автопортрет», 1963) ISBN 0-671-59434-6
- Dear Fatherland (рус. «Дорогая Родина», 1946)
- The Taste of War (избранное под редакцией Джонатана Силвермэна, рус. «Вкус войны») ISBN 0-7126-1030-8
- Say, Is This the USA? (рус. «Скажите, это США?», переиздано в 1977) ISBN 0-306-77434-8
- The Photographs of Margaret Bourke-White (рус. «Фотографии Маргарет Бурк-Уайт») ISBN 0-517-16603-8